# دار المسجد (رواية)
دار المسجد هو عنوان لرواية مترجمة من الهولندية إلى العربية (العنوان الاصلي للرواية:Het huis van de moskee)، الرواية من تأليف الكاتب الإيراني-الهولندي قادر عبد الله نُشرت بالهولندية سنة 2005 وتُرجمت إلى اللغة العربية سنة 2010 ترجمها الدكتور المبروك المنصوري.
اختيرت هذه الرواية سنة 2007 كثاني أفضل رواية هولندية بين كامل النتاج الأدبي الهولندي.
وهي رواية واقعية صيغت بأسلوب فريد يمتزج فيه سحر الشّرق وروحه التقليدية بعادات الفُرس وثقافتهم، وبأحداث عاصفة هزّت إيران خلال النصف الثاني من القرن الماضي، وذلك برؤية فنية مازج الأدب فيها بين الواقعي والتأريخي والخيالي والذاتي... وقد رصد فيها المؤلف مختلف المواقف المتناقضة من الثورة الإيرانية ورموزها وأحداثها، وعلاقة إيران بأمريكا منذ عهد الشاه والحرب الإيرانية العراقية وما شهدته من أخبار وأسرار، وأثر كل ذلك في حياة الإيرانيين.

## وصلات خارجية
- ا